# Neverwinter Nights 2: Storm of Zehir
Neverwinter Nights 2: Storm of Zehir (NWN2:SoZ) — рольова відеогра розроблена Obsidian Entertainment і видана Atari. Гра являє собою аддон для Neverwinter Nights 2. Гра отримала від розробників кодове ім'я NX2. Дія відбувається на Березі мечів і півострові Чултан світу Forgotten Realms. Доповнення подібне на Baldur's Gate і Icewind Dale та включає повне налаштування партії, зачистку підземель і свободу дослідження нелінійного світу гри через Overland Map. Також, гра пов'язана зі змінами в четвертому виданні правил D&D.
Кампанія займає 15 годин. На початку крім протагоніста потрібно створити й інших членів партії. Була покращена система управління помічниками, оновлена карта світу, а також можливість уникати зустрічей з ворогами. З'явилися нові вороги, раси, класи і закляття. Гравець може створити свою торгову компанію.